# Igreja Paroquial de Alcantarilha
A Igreja Paroquial de Alcantarilha, igualmente conhecida como Igreja de Nossa Senhora da Conceição, é um edifício religioso na vila de Alcantarilha, no Município de Silves, em Portugal. É considerada como o principal monumento na vila, tendo sido classificada como Imóvel de Interesse Público.

## Descrição
Esta igreja é a matriz da paróquia de Alcantarilha, sendo dedicada a Nossa Senhora da Conceição. O edifício é considerado um dos melhores exemplos na região da evolução estética, conjugando várias correntes artísticas, sendo as principais o manuelino e o barroco.
O edifício uma planta de forma longitudinal, estando adossada à fachada lateral Sul a capela dos ossos, enquanto que a Norte possui uma sacristia e um baptistério, ambos de dois pisos, e nas traseiras tem um edifício moderno, igualmente com dois pisos, que é utilizado pelos serviços da paróquia. A fachada principal tem embasamento e três panos, estes divididos por pilastras. No pano central situa-se o portal da igreja, que tem um frontão curvo, e volutas junto às pontas das ombreiras. A parte superior está dividida em três partes, encimadas por um cupulim de reduzidas dimensões. A fachada Sul está repartida em cinco panos diferentes, sendo um destes pertencente à Capela do Ossos, com um portal de arco de volta perfeita.
O interior do edifício está dividido em três naves, cada uma de quatro tramos, com coberturas em madeira, encimada por um telhado de duas águas. Cada tramo é separado por colunas com capitéis oitavados, suportando arcos torais. A capela-mor apresenta uma planta de forma quadrangular e tem dois níveis, com um arco triunfal de volta perfeita com torcido, e está coberta por uma abóbada artesoada no estilo manuelino, com as nervuras dos arcos a terminarem em mísulas. O retábulo, no estilo Rococó, está decorado com talha dourada policromada, tendo os principais temas os acantos, concheados, enrolamentos e cartelas, que sobressaem num fundo que simula o mármore. Divide-se em três partes distintas, separadas por pilastras segmentadas por cornijas, de perfis diferentes, e que são suportadas por plintos duplos, sendo o superior de forma bojuda. No centro do retábulo está a tribuna, com um trono de três degraus onde foi colocado um baldaquino, e em cada lado existe uma mísula, suportando uma imagem de São Miguel e outra de São Pedro, ambas do século XVII. O ático foi concebido de forma a melhor se adaptar à estrutura do edifício, sendo composto por pilastras de reduzidas dimensões, com as paredes decoradas por acantos, e possuindo uma coroa aberta no fecho.
Destaca-se igualmente um arcaz em madeira na sacristia, formado por cinco módulos, três de portas almofadadas e dois de gavetões, e que tem na parte superior apainelados com acantos e uma pequena edícula no centro, ladeada por aletas com volutas, com um símbolo do Crucificado.

## História
A igreja foi construída no século XVI, provavelmente durante o reinado de D. Manuel, enquanto que a capela-mor terá sido instalada durante o período manuelino, ou já durante o do seu sucessor, D. D. João III.
A imaginária foi produzida no século XVII e na segunda metade do século XVIII, tendo em 1769 sido instalado o retábulo, pelos entalhadores Manuel Francisco Xavier e António Ferreira de Araújo, a imagem do Cristo e seis tocheiros na banqueta do retábulo-mor. Em 21 de Dezembro de 1925, foi doada à igreja uma imagem do Menino Jesus em madeira, que foi colocada na sacristia. Na década de 1990, sabe-se que na tribuna estavam as estátuas de São Pedro, Santa Ana a ensinar a Virgem a ler, e Nossa Senhora da Conceição, que foram posteriormente mudadas para outros locais aquando das obras de restauro no retábulo-mor, enquanto que a imagem de São Miguel estava originalmente no primeiro altar das almas.
Foi classificada como Imóvel de Interesse Público em 1970.